# مسجد چوبی
مسجد چوبی نیشابور در باغی حومه جنوب شرقی شهر نیشابور قرار دارد. دارای درختان بسیاری است و کاملاً از چوب ساخته شده است. این مسجد در دهکده چوبین نیشابور قرار دارد و بخشی از مجموعهٔ آثار این دهکده به حساب می‌آید و توسط حمید مجتهدی در سال ۱۳۷۹ ساخته شد.

## ویژگی‌ها
این مسجد، اولین مسجد چوبی مقاوم در برابر زلزله در جهان می‌باشد. این بنا ۲۰۰ متر مربع وسعت دارد و سقف آن به صورت شیروانی می‌باشد. دو مناره آن ۱۳ متر از سطح زمین ارتفاع و وزن هر یک تقریباً ۴ تن می‌باشد. شکل ظاهری آن به صورت کشتی‌ای وارونه بر زمین است. در ساخت این مسجد که حدود ۲ سال طول کشیده است، ۴۰ تن چوب استفاده شده است.
مسجد چوبی این دهکده در ایران و جهان بی نظیر است. با توجه به زلزله خیز بودن منطقه نیشابور، این مسجد می‌تواند تا ۸ ریشتر زمین لرزه را تحمل کند و بنای آن به گونه‌ای است که تا صدها سال دیگر نیز آسیب نخواهد دید.
اسکلت این مسجد به شیوه Two by Four یا Double L ساخته شده است. مناره‌ها به سقف به گونه‌ای اتصال دارند که در داخل مسجد ستونی وجود ندارد.

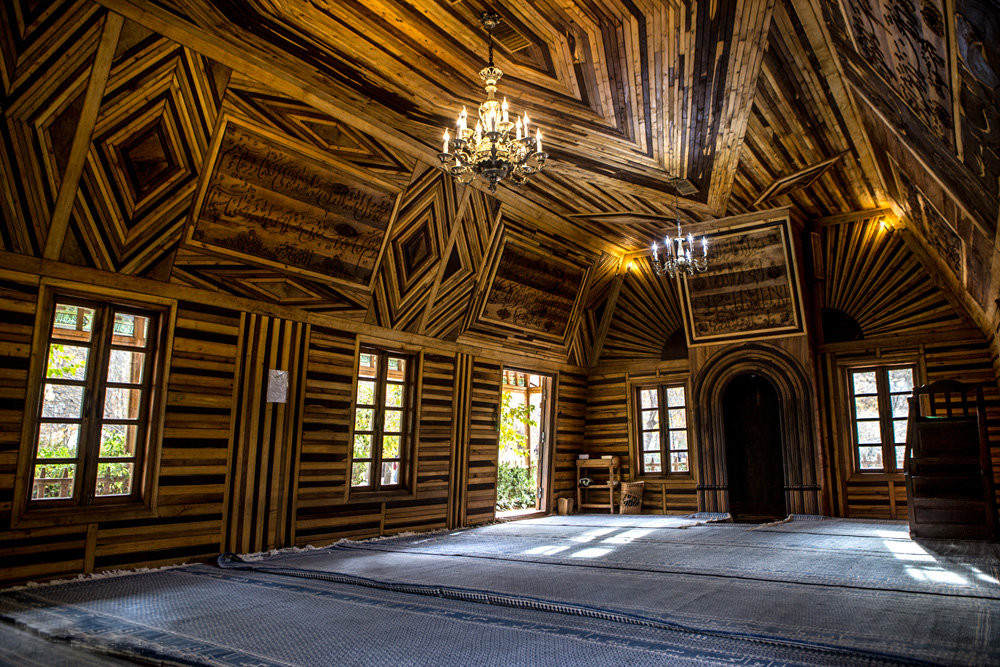
فضای داخلی مسجد چوبی

دیواره‌های آن دوجداره بوده که بین این دو لایه، اسکلت بنا وجود دارد. اسکلت مناره‌ها و سقف و همچنین سقف و دیواره‌ها به روش عنکبوتیی اتصال دارند. این نام به دلیل شیوه ساخت آن که مانند تنیدن تار عنکبوت است می‌باشد بطوریکه اتصال مناره‌ها طوری است که وزن آن‌ها به صورت مساوی، ابتدا روی سقف و سپس به دیواره‌ها و از آنجا به زمین منتقل می‌شود. قابل توجه است که از طریق نردبان داخل مناره‌ها می‌توان به بالای مناره دسترسی پیدا کرد. جالبترآنکه در محل اتصال مناره به سقف، دریچه‌ای تعبیه شده که مانند یک کانال تهویه عمل می‌کند بطوریکه در تابستان هوای گرم و آلوده را از فضای مسجد خارج می‌کند و هوای پاکیزه از طریق بادگیر مخصوصی که در سقف بنا شده، داخل مسجد می‌گردد؛ و به این ترتیب یک تهویه طبیعی انجام می‌پذیرد. دیواره‌ها کمی حالت زاویه‌دار دارند که انتقال وزن را از مناره به زمین ساده‌تر می‌سازد.

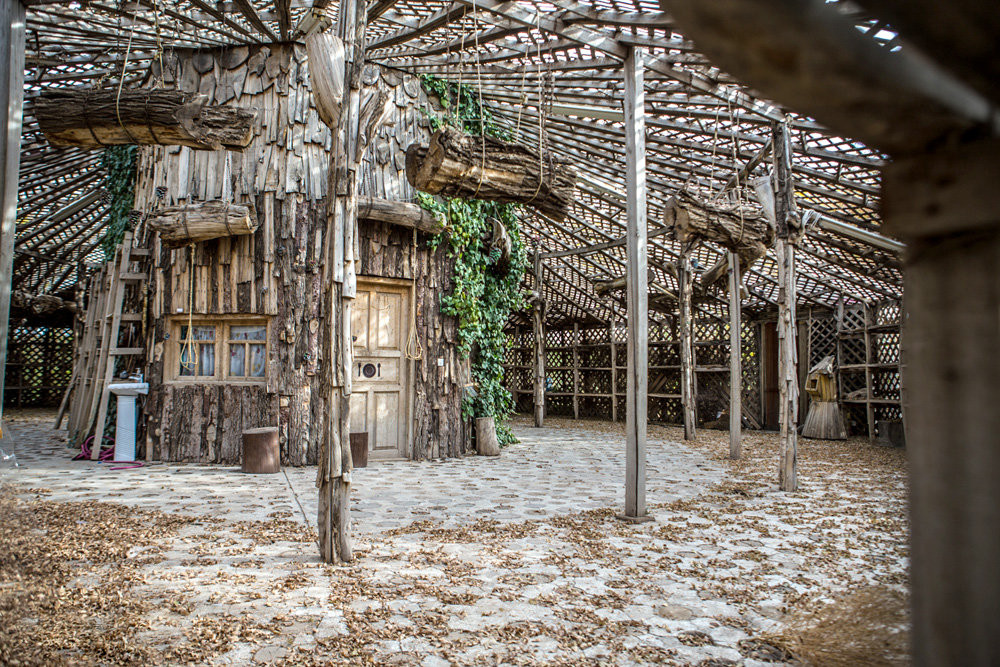
گلخانه دهکده چوبین (این عکس قدیمی است در حال حاضر این گلخانه تبدیل به رستوران شده و پر از گلدان و گل می‌باشد)

محلی که در آن مسجد ساخته شده، بسیار موریانه خیز است، لذا راهکارهای ویژه‌ای در ساخت این مسجد و دیگر بناهای این مجموعه برای جلوگیری از اثرات مخرب چوب خواران به کار گرفته شده است. بطوریکه به عنوان نمونه، خانه سازنده مجموعه با عمر بیش از۲۰ سال، از آسیب چوب خواران به دور مانده است. برای ماندگاری دراز مدت دیواره‌های خارجی در برابر نزولات آسمانی، چوبهای ویژه با فرآوری خاص استفاده شده است.
کابینت‌ها، دیواره‌ها و حتی سینی‌های آبدارخانه این مسجد، چوبی است. مسجد دارای یک ایوان بیرونی که کف آن از خشت است می‌باشد. بر روی دیواره‌های داخلی و بیرونی مسجد به ترتیب تعداد ۷ و ۶ کتیبه زیبا از آیات قرانی به همراه قابهایش از چوب درختان گردو وتوت نصب است.
در ساختمان و تزیینات داخلی چوب‌های مختلفی از درختان مثمر و غیر مثمر مانند انواع کاج‌ها، اشن، سپیدار، گیلاس، گلابی، زبان گنجشک، گردو و توت استفاده شده است. نور پردازی ویژه مجموعه، تناسب ویژه‌ای از رنگهای شاد، در شب‌ها جلوه خاصی دارد.

## نگاره‌ها

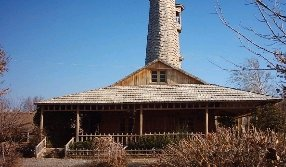
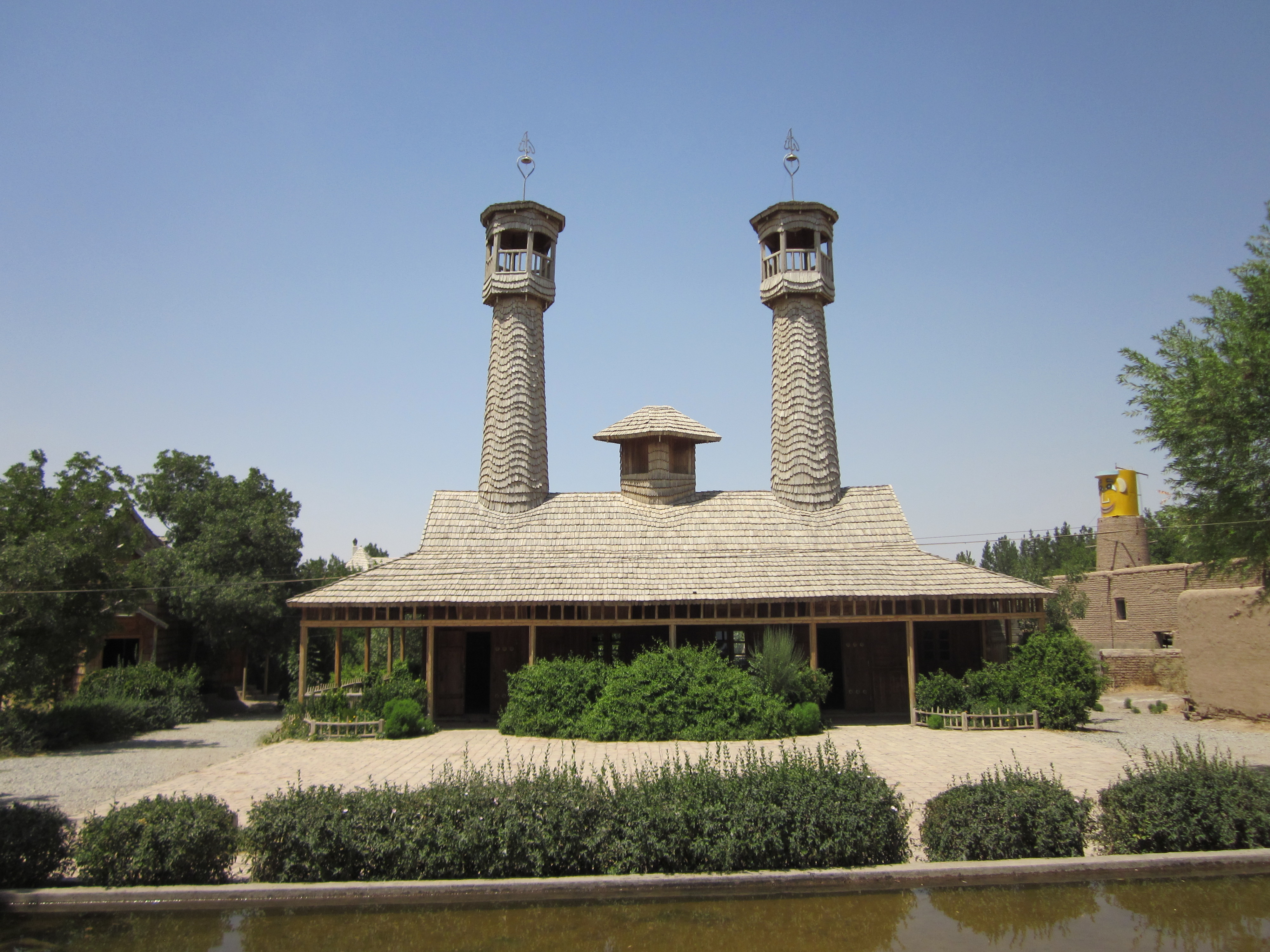